# Aradkövi

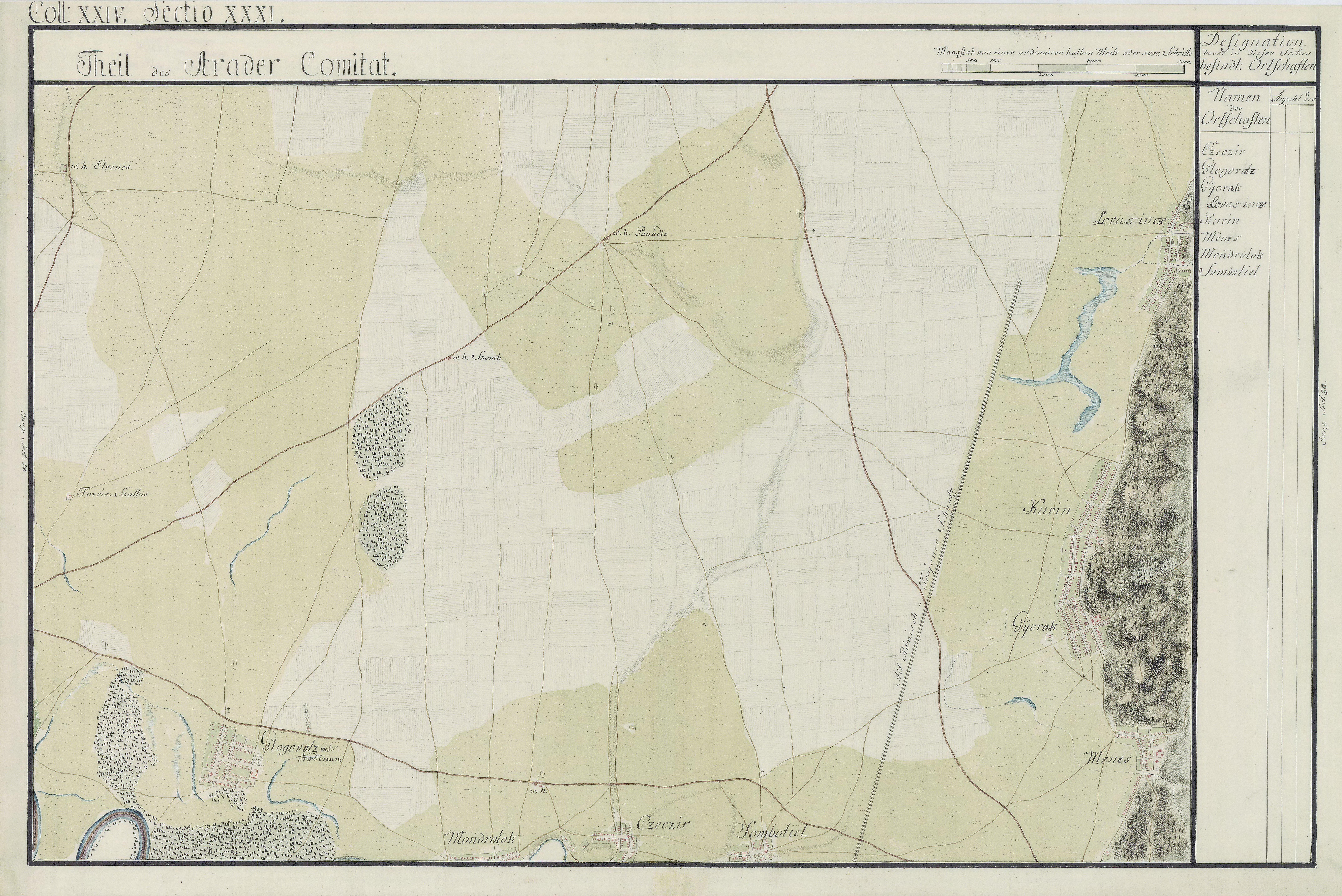
Aradkövi egy régi térképen

Aradkövi, románul: Cuvin, település Romániában, a Partiumban, Arad megyében.

## Fekvése
Aradtól keletre, Világostól délre, Kovászi és Ménes közt fekvő település.

## Története
1910-ben 1982 lakosából 73 magyar, 37 német, 1870 román volt. Ebből 84 római katolikus, 1868 görögkeleti ortodox volt.
A trianoni békeszerződés előtt Arad vármegye Aradi járásához tartozott.

## Látnivalók
- Thököly Száva háza, 1810-ből, a romániai műemlékek listáján AR-IV-m-B-00692 sorszámon szerepel.[2]